# 세쿠 코이타
세쿠 코이타(프랑스어: Sékou Koïta, 1999년 11월 28일 ~ )는 러시아 프리미어리그 클럽 CSKA 모스크바와 말리 국가대표팀에서 공격수로 활약하고 있는 말리의 프로 축구 선수이다.

## 구단 경력
2018년 1월 8일, 코이타는 레드불 잘츠부르크에서 볼프스베르거 AC로 임대 이적했다. 2019년 12월 18일, 코이타는 레드불 잘츠부르크와 2024년 여름까지 계약을 연장했다.
2021년 2월 18일, 코이타는 UEFA가 실시한 도핑 조사에서 양성 반응을 보인 후, UEFA에 의해 모든 클럽 및 국제 축구 활동의 3개월 정지 처분을 받았다. 코이타는 금지 목록에 있는 물질이 포함된 고산병을 퇴치하기 위한 약을 처방 받았다. 판결에서 UEFA는 이 경우 의도적인 도핑 규칙 위반은 없다고 판결했지만, 규칙은 모든 선수가 신체에 금지 물질이 들어가지 않도록 보장할 개인적인 책임이 있다고 규정한다.
2024년 7월 8일, 코이타는 러시아 프리미어리그의 CSKA 모스크바와 3년 계약을 체결했다.

## 국가대표팀 경력
코이타는 2015년에 말리의 17세 이하 팀과 함께 아프리카 U-17 네이션스컵에서 우승했다. 그는 이 대회에서 2골을 넣었다. 말리 선발 전은 총 10골을 넣었고 패배 없이 경기를 마쳤다. 이것은 말리가 아프리카 선수권 대회에서 우승한 첫 번째이다.
코이타는 칠레에서 열리는 2015년 FIFA U-17 월드컵에 참가했다. 그는 2골을 넣으며, 7경기를 뛰었다. 그는 크로아티아와의 8강전에서 한 골을 넣었고, 이것이 그 경기의 유일한 골로 밝혀졌다. 그는 준결승전에서 벨기에를 상대로 한 골을 넣었다(승리 3-1). 말리는 나이지리아와의 결승전에서 05:00에 2골 차로 볼을 던졌다.
2016년, 코이타는 르완다에서 열린 아프리카 네이션스 챔피언십에서 말리 국가대표팀으로 데뷔 전을 치렀다.
코이타는 이집트에서 열리는 2019년 아프리카 네이션스컵에 출전할 23명의 선수 중 한 명이다. 이번 대회에서 그는 앙골라와의 경기에 단 한 경기만 출전했다. 말리는 코트디부아르와의 8번째 결승전에 진출했다.